# Синьков, Юрий Михайлович
Юрий Михайлович Синьков (6 мая 1970) — советский и украинский футболист, защитник и полузащитник.

## Биография
В 1989 году выступал в соревнованиях коллективов физкультуры за команду «Башсельмаш» (Нефтекамск). После распада СССР играл за украинские команды низших лиг — «Антрацит» (Кировское) в переходной лиге в сезоне 1992/93 и «Шахтёр» (Стаханов) во второй лиге осенью 1993 года.
Летом 1994 года перешёл в луцкую «Волынь». Дебютный матч в высшей лиге Украины сыграл 5 августа 1994 года против луганской «Зари», выйдя на замену в перерыве. Всего в составе «Волыни» сыграл 6 матчей в высшей лиге и одну игру в Кубке Украины.
В 1995—1996 годах выступал во второй и третьей лигах России за клубы «УралАЗ» (Миасс), «Носта» (Новотроицк), «Источник» (Ростов-на-Дону).
В 1996 году вернулся на Украину, где до конца карьеры играл преимущественно за любительские команды. Только осенью 1999 года выступал в профессиональном футболе за клуб первой лиги «Торпедо» (Запорожье) и во второй лиге за его фарм-клуб «Виктор». В 2002 году стал финалистом Кубка Донецкой области в составе клуба «Монолит» (Константиновка).